# Valdebernardo (metropolitana di Madrid)
Valdebernardo è una stazione della Metropolitana di Madrid della linea 9.
Si trova sotto al Bulevar de Indalecio Prieto, nel distretto di Vicálvaro.

## Storia
È stata inaugurata il 1º dicembre 1998, assieme al prolungamento della linea da Pavones a Puerta de Arganda.
La stazione avrebbe dovuto chiamarsi in origine Lucio de Mingo, in onore dell'omonimo militare spagnolo, ma a causa delle pressioni della famiglia del vecchio proprietario dei terreni su cui è stata costruita la stazione, Bernardo Gómez, la stazione ha assunto la denominazione attuale.

## Accessi
Vestibolo Norte
- Bulevar Indalecio Prieto - Raya Bulevar Indalecio Prieto, 23 (angolo con Calle Raya)
- Ascensor Bulevar Indalecio Prieto, 24 (angolo con Calle Raya)

Vestibolo Sur Vestibolo chiuso
- Bulevar Indalecio Prieto - Los Pinillas Bulevar Indalecio Prieto, 33 (angolo con Calle Los Pinillas)